# Place Victor-Mangin
La place Victor-Mangin est une place de Nantes, en France.

## Situation et accès
Située sur l'île de Nantes, elle se présente sous la forme d'un plan en hémicycle avec une partie sud qui s'allonge vers le pont de Pirmil, dont la place commande l'accès. C'est un espace arboré comptant une soixantaine d'arbres de différentes essences : paulownia tomentosa, arbres de Judée, pins maritimes, pins de Monterey, cyprès de l'Arizona, peupliers noir, catalpa commun, bouleaux verruqueux, platanes communs, magnolias à grandes fleurs, cèdres de l'Atlas, ormes de Sibérie, féviers d'Amérique ou copalmes d'Amérique, lesquels sont plantés sur des parterres engazonné comportant parfois d'autres plantes et arbustes.
Celle-ci dessert en outre, la rue de la Prairie-d'Aval, le boulevard Victor-Hugo, le boulevard des Martyrs-Nantais-de-la-Résistance et la rue Anatole-de-Monzie. La communication entre ces artères se fait, au sein de la place, par l'intermédiaire de voies de circulations et de ronds-points, séparés entre eux par des terre-pleins plantés de pelouse et parfois arborés.
La place est desservie par lignes de tramway 2 et 3, ainsi que par la ligne de bus 26.

## Origine du nom
Elle rend hommage à Victor-Aimé-Napoléon-Eugène Mangin, homme de lettres, journaliste et imprimeur nantais.

## Historique
La place se trouve au centre de l'ancien faubourg de Vertais, situé sur l'île homonyme. Au XVIIIe siècle, les activités économiques de ce quartier étaient la fabrication des indiennes et autres toiles de couleur, ainsi que l'industrie du raffinage de sucre.
Lors de l'aménagement de la place, un certain nombre de voies disparurent comme la place et le « quai des Pêcheurs », la « rue des Neuf-Ponts », la « ruelle de la Prairie-d'Amont » ou le « chemin de la Prairie-d'Amont ».
Initialement dénommée « place de Pirmil », bien que le quartier de Pirmil se trouve sur la rive sud de la Loire après le pont (une nouvelle « place Pirmil » y a d'ailleurs été aménagée) elle prend son nom actuel le 25 août 1886.
Au lendemain de la Seconde Guerre mondiale, cet espace fait l'objet d'un agrandissement considérable, au cours d'une importante opération d'urbanisme. Deux immeubles concaves de 11 étages et hauts de 36 mètres chacun, signés de l'architecte Maurice Ferré, encadrent depuis 1951 le nouveau boulevard des Martyrs-Nantais-de-la-Résistance inauguré quatre ans auparavant, au nord de la place. Ils marquent ainsi davantage la porte sud de la ville,.
Depuis 1992, la place est traversée par la ligne 2 du tramway, puis en 2000, par la ligne 3, et desservie par la station Mangin.